# Рудня (Любецька селищна громада)
Ру́дня (до 1917 — Посудевська Рудня, з 1917 по 2016 — Пролетарська Рудня) — село в Україні, у Любецькій селищній громаді Чернігівського району Чернігівської області. Населення становить 25 осіб. До 2020 орган місцевого самоврядування — Неданчицька сільська рада.

## Історія
На засіданні Чернігівської губернської адміністративно-територіальної комісії від 14 липня 1925 р. прийнято рішення про порушення клопотання перед Центральною адміністративно-територіальною комісією щодо перейменування с. Посудевська Рудня Любецького району Чернігівського округу в  с. Пролетарська Рудня відповідно до постанови окрвиконкому про перейменування населених пунктів, чиї назви пов’язані з пережитками дореволюційної епохи, в назви революційного характеру. (Держархів Чернігівської області, ф. Р-15, оп. 1, спр. 326, арк. 173).
12 червня 2020 року, відповідно до розпорядження Кабінету Міністрів України № 730-р «Про визначення адміністративних центрів та затвердження територій територіальних громад Чернігівської області», увійшло до складу Любецької селищної громади.
19 липня 2020 року, в результаті адміністративно - територіальної реформи та ліквідації Ріпкинського району, село увійшло до складу Чернігівського району Чернігівської області.